# Bernhard Göring

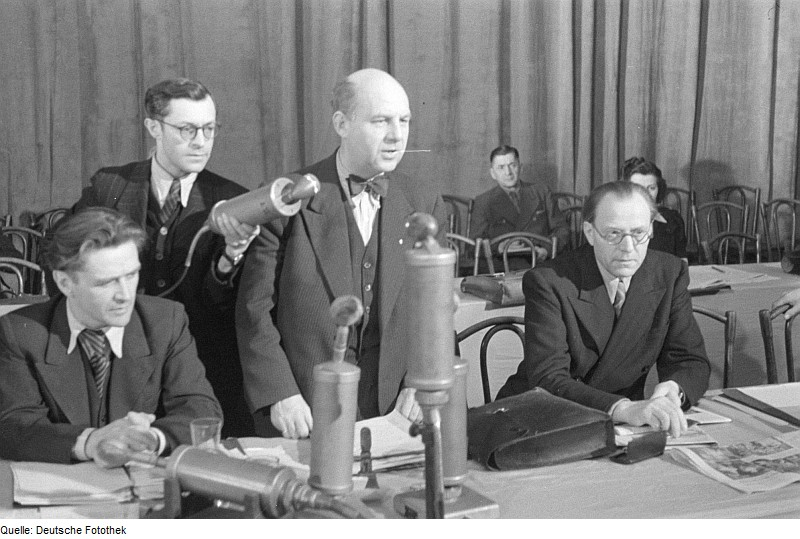
Bernhard Göring 1946 als Redner, zwischen Hans Jendretzky (links) und Otto Grotewohl

Bernhard Göring (* 21. November 1897 in Berlin; † 1. Dezember 1949 in Dresden) war ein deutscher Widerstandskämpfer gegen den Nationalsozialismus und Politiker.
Als Handlungsgehilfe trat er 1916 in die SPD und den Zentralverband der Handlungsgehilfen ein. Ab 1921 war er Funktionär in Angestelltengewerkschaften und persönlicher Referent von Siegfried Aufhäuser, dem Vorsitzenden der Arbeitsgemeinschaft der freien Angestelltenverbände (AfA-Bund), zugleich war er aktiv im Bund der religiösen Sozialisten Deutschlands, dessen letzter Vorsitzender er bis zu dessen Ausschaltung 1933 war.
Seit März 1933 leitete Göring dann die illegale Widerstandsgruppe des AfA-Bundes in Berlin und nutzte beispielsweise die Lockerung der Grenzkontrollen während der Olympischen Spiele 1936, um illegal nach Kopenhagen zu reisen und Vertretern der Internationale der Angestelltengewerkschaften von der Lage in Deutschland zu berichten. Außerdem war er auch an der sozialistischen Widerstandsgruppe Neu Beginnen beteiligt. Ab 1938 leitete er fast alle Kreise der illegalen Angestelltenbewegung. In den Jahren 1937–1940 wurde er mehrfach verhaftet, 1937 wegen „Vorbereitung zum Hochverrat“ angeklagt, aber durch Hilfe einiger Freunde nicht verurteilt.
1945 war Göring führend am Wiederaufbau der SPD und der Gewerkschaften beteiligt und befürwortete die Vereinigung von SPD und KPD. Bei der Gründung der SED wurde er Mitglied des Parteivorstands und ab Februar 1946 hauptamtlich als 2. Vorsitzender im FDGB tätig.
Göring starb in der Nacht vom 1. auf den 2. Dezember 1949 auf der Rückreise von einer Gewerkschaftsschule in Sachsen an einem Herzinfarkt.
In Leipzig und in Bitterfeld-Wolfen sind Straßen nach Bernhard Göring benannt.